# Ouratea acuta
Ouratea acuta är en tvåhjärtbladig växtart som först beskrevs av Van Tiegh., och fick sitt nu gällande namn av C. Sastre. Ouratea acuta ingår i släktet Ouratea och familjen Ochnaceae. Inga underarter finns listade i Catalogue of Life.